# Kubuntu
Kubuntu (AFI: /kùbúntú/) es una distribución Linux que utiliza KDE Plasma como entorno de escritorio. Es desarrollado por Blue Systems y sus colaboradores.
Es un derivado oficial de Ubuntu, y su nombre significa «hacia la humanidad» en el idioma bemba, y se deriva de ubuntu, «humanidad». La K al principio representa la comunidad KDE, la cual le provee  su entorno de escritorio y programas. Casualmente, Kubuntu también significa «gratis» en el idioma kirundi.
Proporciona un sistema operativo actualizado y estable para el usuario promedio, además de ofrecer un buen rendimiento incluso en máquinas de 64 bits antiguas, con un fuerte enfoque en la facilidad de uso y de instalación del sistema. Al igual que otras distribuciones se compone de múltiples paquetes de software normalmente distribuidos bajo una licencia libre o de código abierto.
Cada paquete en Kubuntu comparte los mismos repositorios de Ubuntu. Es posible descargarla a través de Internet gratuitamente y era posible solicitar (hasta el 5 de abril de 2011)el CD en su sitio web oficial a través un servicio llamado ShipIt, mediante el cual el pedido era enviado a domicilio a cualquier lugar del mundo de manera totalmente gratuita y en un plazo aproximado de entre seis y diez semanas. También es posible adquirirlos en la tienda oficial, además de los DVD y otros artículos.
Cada seis meses se publica una nueva versión de Kubuntu la cual recibe asistencia por parte de Canonical, durante nueve meses, por medio de actualizaciones de seguridad, parches para bugs críticos y actualizaciones menores de programas. Las versiones LTS (Long Term Support), que se liberan cada dos años, reciben actualizaciones durante tres años en los sistemas de escritorio y cinco para la edición orientada a servidores.
Ubuntu y sus derivadas oficiales, como lo es Kubuntu, fueron seleccionadas por los lectores de desktoplinux.com como una de las distribuciones más populares, llegando a alcanzar aproximadamente el 30 % de las instalaciones de Linux en computadoras de escritorio tanto en 2006 como en 2007.

## Historia

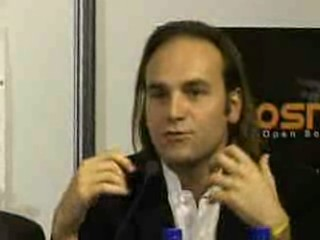
Mark Shuttleworth, de la Fundación Ubuntu, en la WSIS 2005 de Túnez.

El 8 de julio de 2004, Mark Shuttleworth y la empresa Canonical Ltd. anunciaron la creación de la distribución Ubuntu. Esta tuvo una financiación inicial de diez millones de dólares (USD). El proyecto nació por iniciativa de algunos programadores de los proyectos Debian porque se encontraban decepcionados con la manera de operar del Proyecto Debian, «la distribución Linux sin ánimo de lucro más popular del mundo».
De acuerdo con sus fundadores, Debian se trataba de un proyecto demasiado burocrático donde no existían responsabilidades definidas y donde cualquier propuesta interesante se ahogaba en un mar de discusiones. Asimismo, Debian no ponía énfasis en estabilizar el desarrollo de sus versiones de prueba y solo proporcionaba auditorías de seguridad a su versión estable, la cual era utilizada solo por una minoría debido a la poca o nula vigencia que poseía en términos de la tecnología Linux actual.
Tras formar un grupo multidisciplinario, los programadores decidieron buscar el apoyo económico de Mark Shuttleworth, un emprendedor sudafricano que vendió la empresa Thawte a VeriSign, cuatro años después de fundarla en el garaje de su domicilio, por 575 millones de dólares.
Shuttleworth vio con simpatía el proyecto y decidió convertirlo en una iniciativa autosostenible, combinando su experiencia en la creación de nuevas empresas con cohesión. Mientras los programadores armaban el sistema, Shuttleworth aprovechó la ocasión para aplicar una pequeña campaña de mercadotecnia para despertar interés en la «distribución sin nombre» (the no-name-distro).
Tras varios meses de trabajo y un breve período de pruebas, la primera versión de Ubuntu (Warty Warthog) fue lanzada el 20 de octubre de 2004. Debido a la existencia de la variabilidad de entornos de escritorio, la comunidad creó Kubuntu, Xubuntu y otras variantes de Ubuntu.

### Etimología
El nombre Kubuntu surge de añadir la letra «K» al nombre Ubuntu, haciendo referencia al escritorio KDE. Por su parte Kubuntu significa ‘hacia la humanidad’ en el idioma bemba. Además, significa ‘gratis’ en idioma kirundi, una lengua hablada en Burundi.

### Filosofía
Kubuntu quiere ser a KDE lo que Ubuntu es a GNOME:

Un sistema operativo integrado con todas las características de Ubuntu, pero basado en el entorno de escritorio KDE Plasma. Las nuevas versiones de Kubuntu salen de manera regular y predecible; se hace una nueva versión cada vez que sale una actualización de KDE. La version LTS sale cada dos años con una vigencia de tres años desde su lanzamiento.

### Comunidad
Cualquier usuario que tenga conocimientos de inglés y disponga de conexión a Internet, puede presentar sus ideas para las futuras versiones de Kubuntu en la página wiki oficial de la comunidad del proyecto.
En febrero de 2008 se puso en marcha la página «Brainstorm», que permite a los usuarios proponer sus ideas y votar las del resto. También se informa de cuales de las ideas propuestas se están desarrollando o están previstas.

## Características
Kubuntu está basada en la distribución Debian GNU/Linux y admite oficialmente tres arquitecturas de hardware: x86, x86-64 y ppc.
Al igual que casi cualquier distribución de Linux, Kubuntu es capaz de actualizar a la vez todas las aplicaciones instaladas en la máquina a través de repositorios de software, a diferencia de otros sistemas operativos comerciales, donde esto no es posible.
Esta distribución ha sido y está siendo traducida a numerosos idiomas, y cada usuario es capaz de colaborar voluntariamente a esta causa, a través de Internet. Los desarrolladores de Kubuntu se basan en gran medida en el trabajo de las comunidades de Debian, GNOME y KDE (como es el caso de las traducciones).

### Software

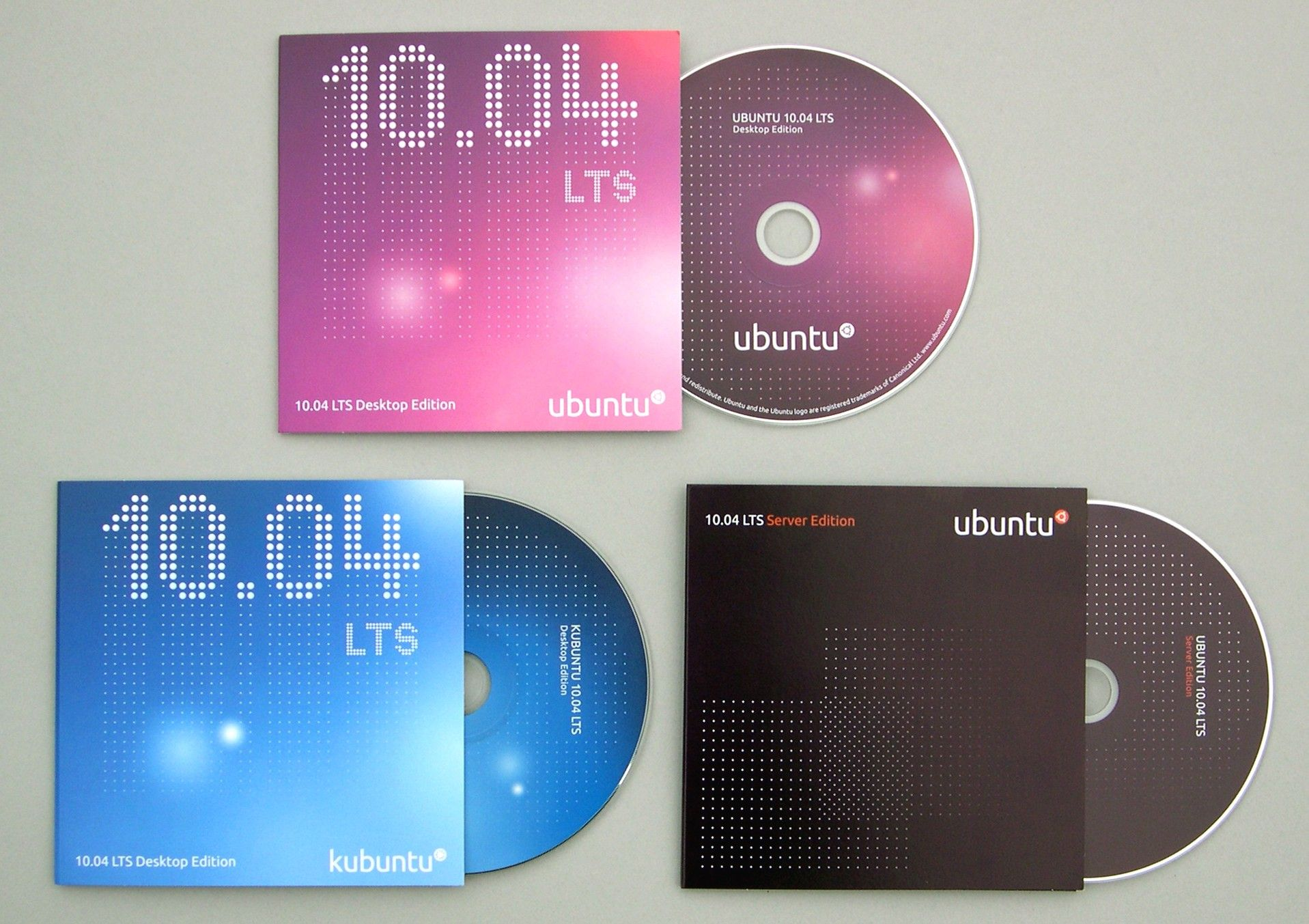
CD de instalación de Ubuntu Desktop y Server, y Kubuntu en su versión 10.04.

Posee una gran colección de aplicaciones prácticas y sencillas para la configuración de todo el sistema, a través de una interfaz gráfica útil para usuarios que se inician en Linux. El entorno de escritorio oficial es KDE y se sincronizan con sus liberaciones. Existen paquetes con GNOME y otros entornos de escritorio, que pueden añadirse una vez instalado el Kubuntu oficial con KDE. El navegador web oficial es rekonq.
El sistema incluye funciones avanzadas de seguridad y entre sus políticas se encuentra el no activar, de forma predeterminada, procesos latentes al momento de instalarse. Por eso mismo, no hay un firewall predeterminado, ya que no existen servicios que puedan atentar a la seguridad del sistema.
Para labores/tareas administrativas en terminal incluye una herramienta llamada sudo (similar al Mac OS X), con la que se evita el uso del usuario root (administrador).
Posee accesibilidad e internacionalización, de modo que el software está disponible para tanta gente como sea posible. Desde la versión 5.04, UTF-8 es la codificación de caracteres en forma predeterminada.
No solo se relaciona con Debian por el uso del mismo formato de paquetes deb, también tiene uniones muy fuertes con esa comunidad, contribuyendo con cualquier cambio directa e inmediatamente, y no solo anunciándolos. Esto sucede en los tiempos de lanzamiento. Muchos de los desarrolladores de Ubuntu son también responsables de los paquetes importantes dentro de la distribución Debian.
Para centrarse en solucionar rápidamente los bugs, conflictos de paquetes, etc. se decidió eliminar ciertos paquetes del componente main, ya que no son populares o simplemente se escogieron de forma arbitraria por gusto o sus bases de apoyo al software libre.

#### Aplicaciones

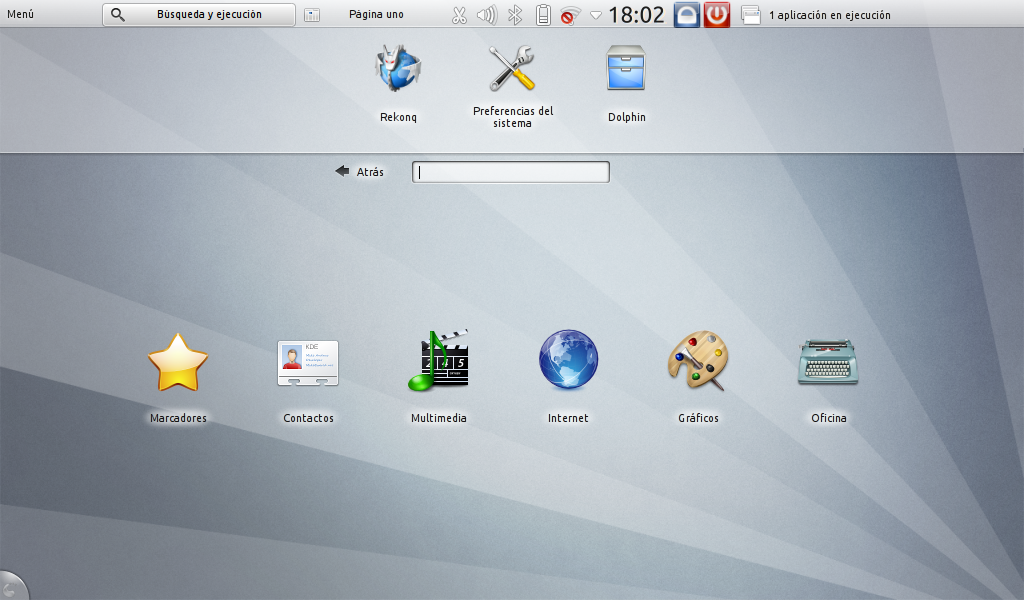
Kubuntu 12.10 Netbook Workspace

La distribución se destaca por una excelente selección de paquetes, donde prima la calidad sobre la cantidad. La gran mayoría de programas se pueden acceder desde el Menú K, el cual está ubicado en la parte izquierda del Panel Plasma. El equipo de KDE desarrolla sus propias aplicaciones y algunas de ellas se incluyen en la presente distribución. Las aplicaciones están clasificados por categorías: Gráficos, Internet, Multimedia, Oficina, etc.
El usuario dispone de software para realizar tareas tales como realizar trabajos de oficina, administrar fotografías, navegar por Internet y reproducción o edición multimedia, entre otras actividades. Algunas de las aplicaciones que incluye Kubuntu por omisión en su última versión, son:
| Gráficos - Gwenview — Visualizador de imágenes - KSnapshot — Capturador de pantalla - Okular — Visor de documentos y PDF Internet - Akregator — Agregador de noticias - Rekonq — Navegador web - Konversation — Cliente de IRC - Telepathy KDE — Mensajería instantánea - Krdc — Conexión remota de escritorio - Krfb — Escritorio compartido - KTorrent — Cliente de BitTorrent - KMail — Cliente de correo - NetworkManager plasma widget — Gestor de red Multimedia - Amarok — Reproductor de audio - K3b — Grabación de CD y DVD - Dragon Player — Reproductor de vídeo - KMix — Mezclador de volumen de audio | Oficina - Kontact — Gestor de información personal - Libreoffice — Paquete ofimático Sistema - Dolphin — Administrador de archivos - KUser — Administrador de usuarios - KRandRTray — Redimensionar y rotar pantalla - KSystemLog — Visor de registros del sistema - Konsole — Programa de terminal - Muon — Gestión de software Utilidades - Ark — Archivador - KTimeTracker — Gestor personal del tiempo - KNotes — Notas emergentes - KMouseTool — Pulsación automática del ratón - Kate — Editor de texto avanzado - KMag — Aumenta la pantalla - Kvkbd — Teclado virtual - KCalc — Calculadora |

#### Organización

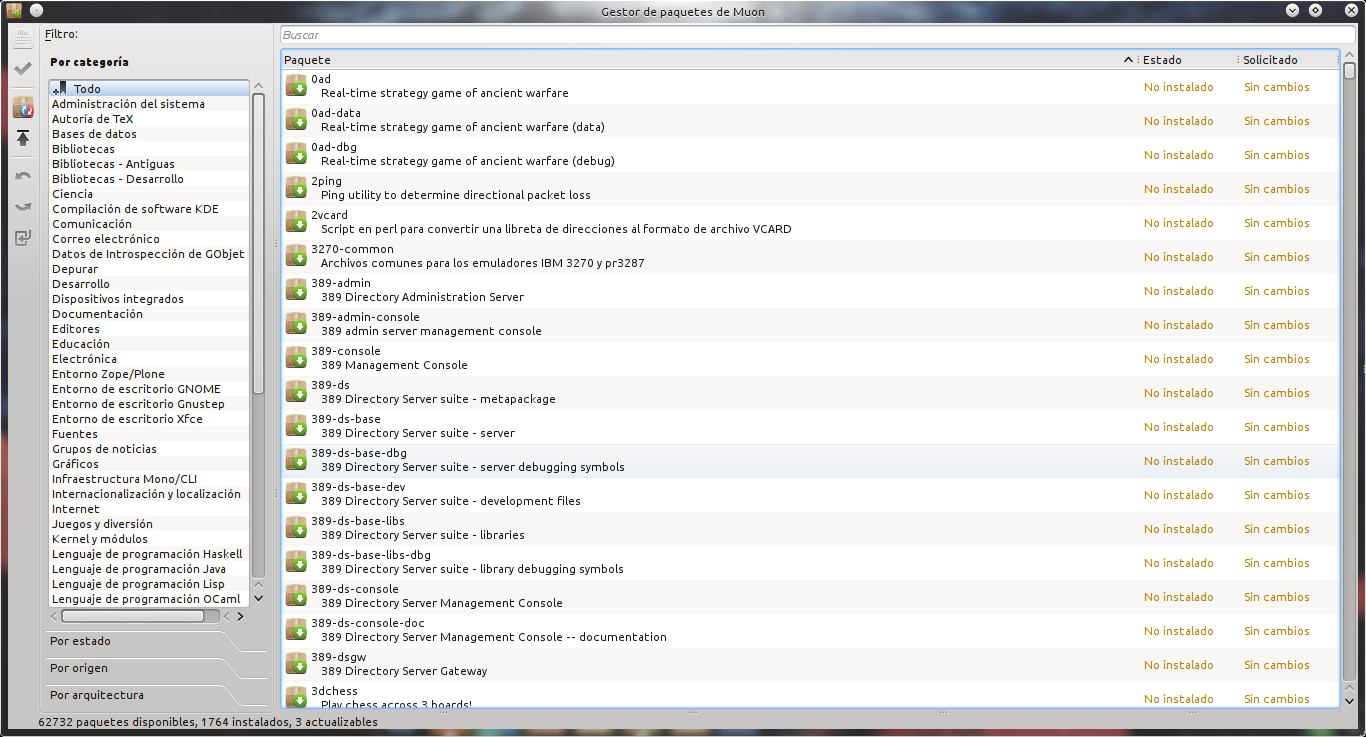
Instalador de paquetes Muon en Kubuntu 12.10.

Al igual que Ubuntu, Kubuntu divide todo el software en cinco secciones (llamadas componentes y divididas en subrepositorios) para mostrar diferencias en licencias y la prioridad con la que se atienden los problemas que informen los usuarios. Estos componentes son: main, restricted, universe y commercial.
Por omisión, se instala una selección de paquetes que cubre las necesidades básicas de la mayoría de los usuarios de computadoras. Los paquetes disponibles para Kubuntu son los mismos que los de Ubuntu.
1. Main: El componente main contiene solamente los paquetes que cumplen los requisitos de la licencia de Ubuntu, y para los que hay asistencia disponible por parte de su equipo. Este está pensado para que incluya todo lo necesario para la mayoría de los sistemas Linux de uso general. Los paquetes de este componente poseen ayuda técnica garantizada y mejoras de seguridad oportunas.
2. Restricted: El componente restricted contiene el programa apoyado por los desarrolladores de Ubuntu debido a su importancia, pero que no está disponible bajo ningún tipo de licencia libre para incluir en main. En este lugar se incluyen los paquetes tales como los controladores propietarios de algunas tarjetas gráficas, como por ejemplo, los de NVIDIA. El nivel de la ayuda es más limitado que para main, puesto que los desarrolladores puede que no tengan acceso al código fuente.
3. Universe: El componente universe contiene una amplia gama del programa, que puede o no tener una licencia restringida, pero que no recibe apoyo por parte del equipo de Ubuntu. Esto permite que los usuarios instalen toda clase de programas en el sistema guardándolos en un lugar aparte de los paquetes admitidos: main y restricted.
4. Multiverse: El componente multiverse, que contiene los paquetes sin asistencia debido a que no cumplen los requisitos de software libre.

## Requisitos

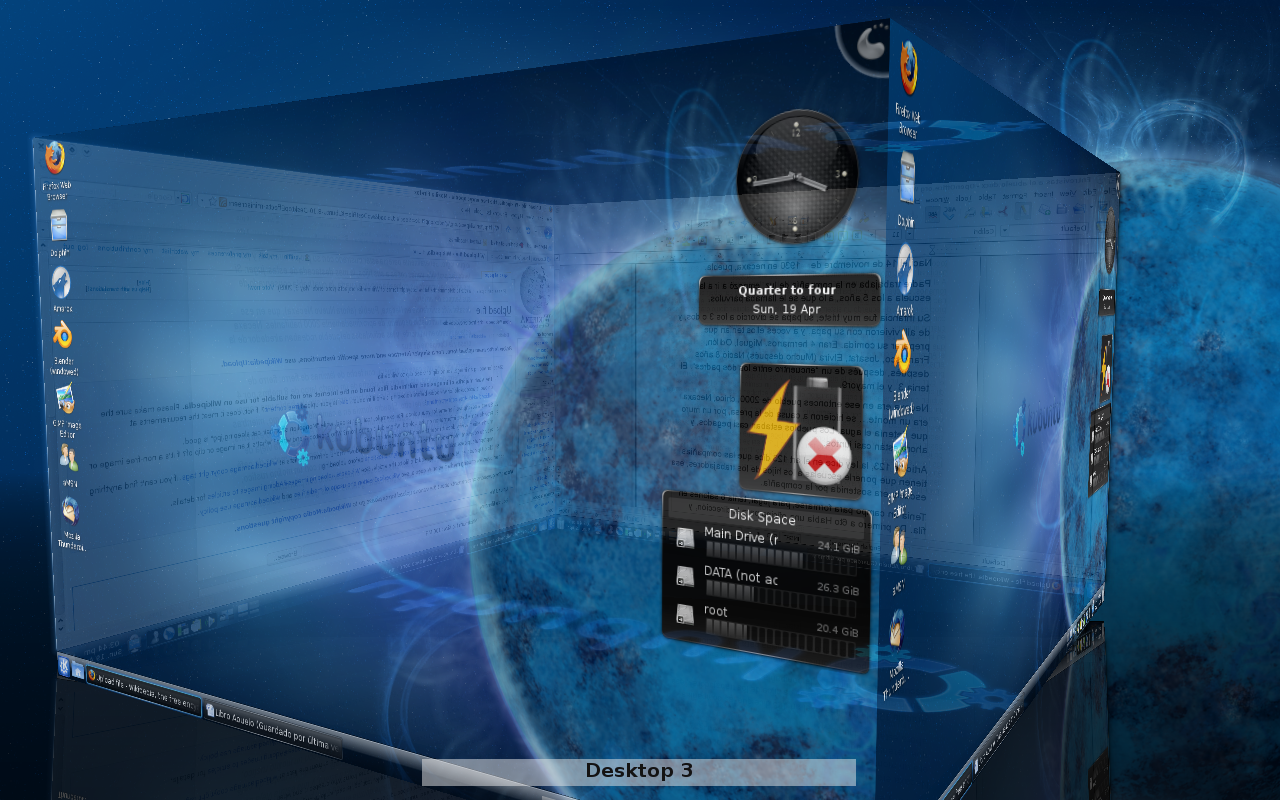
Kubuntu 9.04 mostrando algunos de sus efectos de escritorio.

Los requisitos mínimos «recomendados» (efectos de escritorio incluidos) deberían permitir ejecutar una instalación de Kubuntu, aunque por lo general, se puede ejecutar Kubuntu en hardware más antiguo de lo especificado, aunque el rendimiento va a ser menor.
Escritorio
- Procesador: 2 GHz dual core x86-64.
- Memoria RAM: 4 GiB.
- Disco Duro: 25 GB (8.6 GB mínimos) (para una instalación completa con swap incluida).
- Tarjeta gráfica VGA y monitor capaz de admitir una resolución de 1024x768.
- Lector de CD-ROM o tarjeta de red.
- Tarjeta de sonido.
- Conexión a Internet.

Los efectos de escritorio, proporcionados por KWin, se activan por defecto en las siguientes tarjetas gráficas:
- Intel (i915 o superior, excepto GMA 500, nombre en clave «Poulsbo»).
- NVidia (con su controlador propietario).
- ATI (a partir del modelo HD 2000 pueden ser necesario el controlador propietario).

Si se dispone de una computadora con un procesador de 64 bits (x86-64), y especialmente si dispone de más de 3 GB de RAM, se recomienda utilizar la versión de Kubuntu para sistemas de 64 bits.
Arquitecturas compatibles
A continuación una tabla con las arquitecturas admitidas oficialmente y por la comunidad:
| Tipo de asistencia | Tipo de asistencia | Arquitectura  | Descripción                                                                 |
| ------------------ | ------------------ | ------------- | --------------------------------------------------------------------------- |
| Oficial            | CD                 | x86           | Para PC de 32 bits y sistemas Apple Macintosh basados en procesadores Intel |
| Oficial            | CD                 | x86-64        | Para PC de 64 bits                                                          |
| No oficial         | DVD                | x86           | Para PC de 32 bits y sistemas Apple Macintosh basados en procesadores Intel |
| No oficial         | DVD                | x86-64        | Para PC de 64 bits                                                          |
| No oficial         | CD                 | PowerPC       | Para computadoras Mac PowerPC (a partir de G3) e IBM-PPC (POWER5)           |
| No oficial         | CD                 | PA-RISC       | Para computadoras PA-RISC                                                   |
| No oficial         | CD                 | IA-64         | Para computadoras Intel Itanium e Intel Itanium 2                           |
| No oficial         | CD                 | SPARC         | Para computadoras Sun SPARC                                                 |
| No oficial         | CD                 | PlayStation 3 | Para sistemas Sony PlayStation 3                                            |

## Versiones
Las versiones estables se liberan cada 6 meses y se mantienen actualizadas en materia de seguridad, lanzamientos normales 9 meses después de la fecha de lanzamiento y las versiones LTS hasta cinco años después de la fecha de lanzamiento. Cada versión de Kubuntu posee el nombre en clave así como un número de versión iguales a los del sistema base Ubuntu, así por ejemplo la versión 16.04 es de abril de 2016, la 16.10 es de octubre de 2016 y la 17.04 es de abril de 2017.
En las versiones LTS (Long term support) Cannonical ofrece 5 años de asistencia, a partir de la fecha del lanzamiento.
| Versión   | Fecha de lanzamiento  | Nombre en clave                           | Fin de la asistencia oficial | Novedades destacadas |
| --------- | --------------------- | ----------------------------------------- | ---------------------------- | --- |
| 5.04      | 8 de abril de 2005    | Hoary Hedgehog (Erizo vetusto)            | Octubre de 2006              | - Primer lanzamiento - Asistencia oficial para x86, x86-64 y PowerPC - Servicio de envío de CD |
| 5.10      | 13 de octubre de 2005 | Breezy Badger (Tejón despreocupado)       | Abril de 2007                | - Barra de progreso USplash - Administrador Adept, actualizador Adept - Centro de configuración - Utilidades Bluetooth |
| 6.06 LTS  | 1 de junio de 2006    | Dapper Drake (Pato elegante)              | Junio de 2009                | - Instalador Ubiquity - Notificador Adept, instalador sencillo Adept - KDE Guidance - Instalador automático para codecs de audio propietarios |
| 6.10      | 26 de octubre de 2006 | Edgy Eft (Salamandra nerviosa)            | Abril de 2008                | - Upstart, AIGLX, digiKam, Zeroconf - Soporte mejorado para botones de portátiles y el uso de batería - Kubuntu Hardware Database - Instalador OEM y WinFOSS en la versión Desktop - Última versión con soporte oficial para PowerPC |
| 7.04      | 19 de abril de 2007   | Feisty Fawn (Cervatillo luchador)         | Octubre de 2008              | - Kexi, Xmodmap, NetworkManager - Instalador para Flash en Konqueror - Kubuntu Distribution Upgrade Tool - Reporte automático de errores - Gestor de repositorios reemplazado por uno más completo y sencillo |
| 7.10      | 18 de octubre de 2007 | Gutsy Gibbon (Gibón valiente)             | Abril de 2009                | - Dolphin, Strigi, KvKbd, NTFS-3G, KdeSudo - Gestor de controladores restringidos - Instalador de paquetes GDebi - kubuntu-restricted-extras, klash |
| 8.04      | 24 de abril de 2008   | Hardy Heron (Garza robusta)               | Octubre de 2009              | - Gestor de efectos de escritorio para Compiz - Instalador automático para codecs de video propietarios - Versión adicional de prueba con KDE 4.0 (KDE 4 Remix) - Configuración automática de impresoras - Opción de cifrado en instalador alternate - X a prueba de balas (BulletProofX) - Instalador para Windows Wubi - Cortafuegos ufw (Uncomplicated Firewall) |
| 8.10      | 30 de octubre de 2008 | Intrepid Ibex (Íbice intrépido)           | Abril de 2010                | - KDE 4 como entorno de escritorio predefinido - Herramientas de gestión del sistema migradas a Qt 4 - Efectos de escritorio activados por defecto - Nuevo notificador de actualizaciones y fallos - Soporte para teclas multimedia en KMix |
| 9.04      | 23 de abril de 2009   | Jaunty Jackalope (Jackalope alegre)       | Octubre de 2010              | - Reducción del tiempo de carga del sistema operativo - PolicyKit y KPackageKit - Herramientas de gestión del sistema migradas a KDE 4 - Instalador automático para software restringido - Migración de los repositorios de código a Bazaar - Soporte para sistema de ficheros ext4                                                                                 |
| 9.10      | 29 de octubre de 2009 | Karmic Koala (Koala kármico)              | Abril de 2011                | - Reducción del tiempo de carga del sistema operativo - Soporte para el hardware de netbooks más recientes en Ubuntu Netbook Remix - Sistema de ficheros ext4 por omisión - Reemplazo completo de init por Upstart - Centro de notificaciones unificado |
| 10.04     | 29 de abril de 2010   | Lucid Lynx (Lince lúcido)                 | Abril de 2013                | - Long Term Support (LTS) - KDE 4.4.2 - Núcleo 2.6.32 - KPackageKit 0.5.4 - Firefox KDE integration |
| 10.10     | 10 de octubre de 2010 | Maverick Meerkat (Suricata inconformista) | Abril de 2012                | - KDE 4.5.0 - Núcleo 2.6.35 - Edición para Netbooks - Rekonq como navegador por defecto |
| 11.04     | 28 de abril de 2011   | Natty Narwhal (Narval elegante)           | Octubre de 2012              | - KDE 4.6.2 - Núcleo 2.6.38 - UDisks y UPower reemplaza a HAL - GStreamer Multimedia Backend - Tema GTK Oxygen - Juegos en la instalación por defecto |
| 11.10     | 12 de octubre de 2011 | Oneiric Ocelot (Ocelote onírico)          | Abril de 2013                | - KDE 4.7.1 - Núcleo 3.0.0-12.20 - Muon reemplaza a KPackageKit - Kubuntu «low-fat-settings» - OpenGL-ES en modo de prueba - KDE PIM 4.7.2 |
| 12.04     | 25 de abril de 2012   | Precise Pangolin (Pangolín preciso)       | Octubre de 2013              | - KDE 4.8.2 - Núcleo 3.2.14 - Amarok 2.5 - Versiones actualizadas de Rekonq y OwnCloud - Calligra y KDE Telepathy disponibles para su instalación - Imagen iso para Kubuntu Active |
| 12.10     | 18 de octubre de 2012 | Quantal Quetzal (Quetzal quántico)        | Abril de 2014                | - KDE 4.9.2 - Núcleo 3.5.5 - Primeras imágenes iso de 1GB - Calligra reemplaza a LibreOffice - LightDM-KDE en lugar de KDM - Integración de Facebook y Google en Kontact |
| 13.04     | 25 de abril de 2013   | Rarin Ringtail                            | Enero de 2014                | - KDE 4.10 - Núcleo 3.8.8 - Libreoffice 4.0.1 - Reproductor Tomahawk |
| 13.10     | 17 de octubre de 2013 | Saucy Salamander                          | Junio de 2014                | - KDE SC 4.11.2 - LibreOffice 4.1.2 rc3 |
| 14.04     | 17 de abril de 2014   | Trusty Tahr                               | Abril de 2019                | - KDE SC 4.13.0 - LibreOffice 4.2.3.3 - Firefox vuelve como navegador por defecto |
| 14.10     | 23 de octubre de 2014 | Utopic Unicorn                            | Junio de 2015                | - KDE SC 4.14 - Versión alternativa con KDE Plasma 5 |
| 15.04     | 23 de abril de 2015   | Vivid Vervet                              | Diciembre de 2015            | - KDE Plasma 5.2.2 - Adaptación a systemd y a SDDM |
| 15.10     | 22 de octubre de 2015 | Wily Werewolf                             | Junio de 2016                | - KDE Plasma 5.4.1 - Firefox 41.0 - LibreOffice 5.0. |
| 16.04     | 21 de abril de 2016   | Xenial Xerus                              | Abril de 2019                | - KDE Plasma 5.5 - Firefox 45 - LibreOffice 5.1 |
| 16.10     | 13 de octubre de 2016 | Yakkety Yak                               | Julio de 2017                | - KDE Plasma 5.7.5 - KDE Applications 16.04.3 - KDE Frameworks 5.26.0 - LibreOffice 5.2 - Firefox 49 - Núcleo 4.8 |
| 17.04     | 13 de abril de 2017   | Zesty Zapus                               | Enero de 2018                | - KDE Plasma 5.9 - KDE Applications 16.12.3 - KDE Frameworks 5.31 - LibreOffice 5.3 - Firefox 52 - Núcleo 4.10 |
| 17.10     | 19 de octubre de 2017 | Artful Aardvark                           | Julio de 2018                | - KDE Plasma 5.10 - KDE Applications 17.04.3 - KDE Frameworks 5.38 - LibreOffice 5.4.1 - Firefox 56 - Núcleo 4.13 - Cantata reemplaza a Amarok como reproductor de audio - VLC reemplaza a Dragon Player como reproductor multimedia |
| 18.04     | 26 de abril de 2018   | Bionic Beaver                             | Abril de 2021                | - KDE Plasma 5.12 LTS - LibreOffice 6.0 - Firefox 59 - double-click para abrir archivos por defecto |
| 18.10     | 18 de octubre de 2018 | Cosmic Cuttlefish                         | Julio de 2019                | - KDE Plasma 5.13 - KDE Applications 18.04.3 - KDE Frameworks 5.50 - LibreOffice 6.1.2 - Firefox 63 - Núcleo 4.18 - Snap por defecto en Centro de Software - Soporte para escáner de huellas digitales - ISOs solo disponibles para 64bit |
| 19.04     | 18 de abril de 2019   | Disco Dingo                               | Enero de 2020                | - KDE Plasma 5.15.4 - KDE Applications 18.12.3 - KDE Frameworks 5.56 - Qt 5.12.2 - Núcleo 5.0 - LibreOffice 6.2.2 - Firefox 66 - KDE Connect 1.3.4 - KDevelop 5.3.2 - Krita 4.1.7 - Latte Dock 0.8.8 |
| 19.10     | 17 de octubre de 2019 | Eoan Ermine                               | Julio de 2020                | - KDE Plasma 5.16.5 - KDE Applications 19.04.3 - Qt 5.12.4 - Núcleo 5.3 - LibreOffice 6.3 - Firefox 69 - KDevelop 5.4.2 - Krita 4.2.7 - Latte Dock 0.9.3 |
| 20.04 LTS | 23 de abril de 2020   | Focal Fossa                               | Abril de 2023                | - KDE Plasma 5.18 LTS (versión estable) - KDE Applications 19.12.3 - Qt LTS 5.12.8 - Firefox 75 |
| 20.10     | 22 de octubre de 2020 | Groovy Gorilla                            | Julio de 2021                | - Plasma 5.19.5 - KDE Applications 20.08 - LXD 4.6 - digiKam 7.0.0 |
| 21.04     | 22 de abril de 2021   | Hirsute Hippo                             | Enero de 2022                | - Plasma 5.21 - KDE Frameworks 5.80 - Qt 5.12.8 - Linux Kernel 5.11 - Libreoffice 7.1 - Firefox 87 |
| 21.10     | 14 de octubre de 2021 | Impish Indri                              | Julio de 2022                | - Plasma 5.22 - KDE Frameworks 5.86 - Qt 5.15.2 - Linux Kernel 5.13 - LibreOffice 7.2.1 - Firefox 92 |
| 22.04 LTS | 21 de abril de 2022   | Jammy Jellyfish                           | Abril de 2025                | - Plasma 5.24 - Qt 5.15.3 - Linux Kernel 5.15 - LibreOffice 7.3.2.2 - Firefox 99 |
| 24.10     | 10 de octubre de 2024 | Oracular Oriole                           | Julio de 2025                | - KDE Plasma 6.1 - Qt6 6.6 / Qt5 5.15.13 - Linux Kernel 6.11 - LibreOffice 24.8.2.1 - Firefox 132.0 |

Nota: Kubuntu detecta automáticamente que versión usar (desktop o netbook)
Leyenda
| Versión LTS | Última versión estable | Próxima versión (en desarrollo) |

## Distribuciones derivadas
Existen diversas variantes de Kubuntu disponibles. Las oficiales poseen lanzamientos simultáneos a Kubuntu, al contrario que las no oficiales.
| Tipo       | Nombre         | Descripción                                                          |
| ---------- | -------------- | -------------------------------------------------------------------- |
| Oficial    | Edubuntu KDE   | Derivada de Edubuntu y destinada para su uso en ambientes escolares. |
| No oficial | Linux Mint KDE | Derivada de Linux Mint.                                              |
| No oficial | KadedeOS       | Especializada en multimedia.                                         |